# Honingmerk

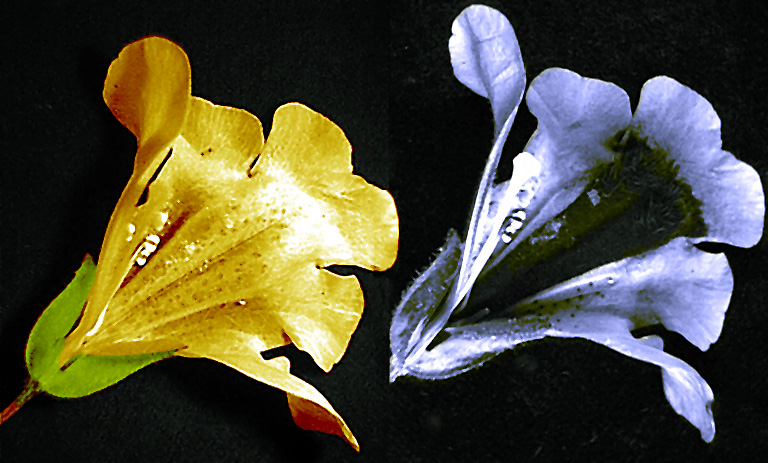
Afbeeldingen van een maskerbloem in zichtbaar licht (links) en ultraviolet licht (rechts) met een donker honingmerk die zichtbaar is voor bijen maar niet voor mensen

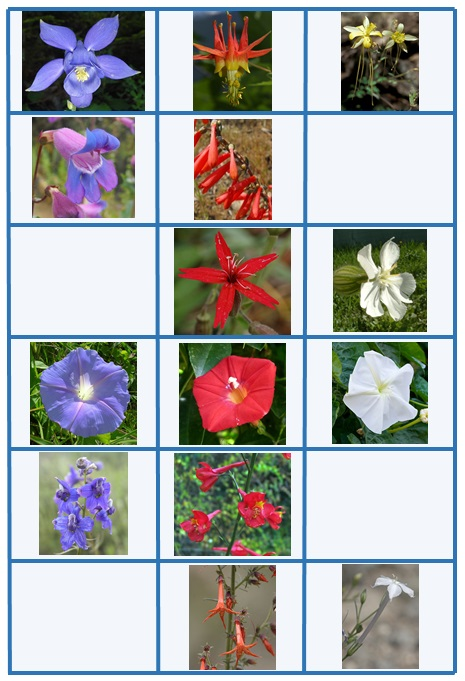
Evolutie van meervoudige bestuivingssyndromen (bestuiver-gemedieerde selectie). De kolommen van links naar rechts zijn voorbeelden van bijen-, kolibrie- en mottenbestuivingssyndromen. Elke rij toont vertegenwoordigers van hetzelfde geslacht. De bovenste rij zijn Aquilegia bertolonii, A. formosa en A. longissimi (Ranunculaceae). De tweede rij zijn Penstemon spectabilis en P. centranthifolius Plantagineaceae). Derde rij zijn Silene virginica en S. latifolia (Caryophyllaceae). De vierde rij zijn Ipomoea indica, I. quamoclit en I. alba (Convolvulaceae). De vijfde rij zijn Delphinium nuttallianum en D. cardinale (Ranunculaceae) en de laatste rij zijn Ipomopsis aggregate en I. longiflora (Polemoniaceae). Foto's door Stickpen, Walter Siegmund, Cstubben, Lionnel, Derek Ramsey, Jebulon, Dinkum, Forest & Kim Starr, S. Zenner, and Jerry Friedman.

Een honingmerk is een markering of patroon op een bloem, dat voor een insect de richting aangeeft waar de beloning zit. Beloningen zijn gewoonlijk nectar, pollen of beide. Sommige planten lokken bestuivers via hun merken naar hun harsen, hun geuren, hun wassen of hun oliën: het zijn geen honingmerken in de eigenlijke zin, maar ze hebben een rol bij het leiden van insecten.. De afgifte van een geur kan worden vergemakkelijkt door de productie van warmte die wordt geconcentreerd in de buurt van de geslachtsorganen (gespecialiseerd weefsel dat de zonnestralen opvangt en concentreert of thermogenese van bloemen). Een temperatuurverschil van enkele graden in het hart van de bloem leidt soms alleen bestuivers naar de nectarbron.
Door de bloemen van vergeet-me-nietje te observeren ontdekte de Duitse botanicus Christian Konrad Sprengel in 1793 de honingmerken en beschreef ze. Hij herkende dat de honingmerken de bloemenbezoekers de weg naar de nectar wijzen. Adolf Engler ontkent hen elke rol in 1872. Hermann Müller observeerde in 1883 een correlatie tussen bloemen bestoven door insecten die geen honingmerken hebben en hun honingklieren meer blootstelden.
Verschillende studies (Hertz in 1937, Daumer in 1958) rekening houdend met de weerspiegeling van het ultraviolet laten zien dat bijna alle bloemen die wit lijken voor het menselijk oog ultraviolet licht absorberen en daarom voor bijen blauwgroen lijken.
De exacte betekenis van de honingmerken werd pas later doorzien en biedt veel ruimte voor evolutionaire overwegingen. De eerste bezoekers van de bloemen waren waarschijnlijk op zoek naar voedsel, dat ze in de vorm van stuifmeel in de bloemen vonden. Later kwamen er structuren tevoorschijn die het stuifmeel moesten verbergen voor vraatzuchtige bloemenbezoekers om het verlies van stuifmeel te minimaliseren. De aangetaste plantensoorten hadden echter niet alleen nadelen door dergelijke bloembezoeken. Stuifmeel werd ook overgebracht naar andere bloemen, wat hun reproductief succes verhoogde. Om bezoekers te blijven trekken, moesten andere bloemelementen dus stuifmeel nabootsen, een proces dat bestuiver-gemedieerde selectie wordt genoemd.
Honingmerken zijn soms ook zichtbaar voor mensen; zo heeft Linaria genistifolia gele bloemen met oranje honingmerken. Bij sommige planten, zoals zonnebloemen, zijn ze echter alleen zichtbaar in ultraviolet licht. Onder ultraviolet licht hebben de bloemen een donkerder centrum, waar de honingklieren zich bevinden, en vaak ook specifieke patronen op de bloembladen. Men denkt dat dit de bloemen aantrekkelijker maakt voor bestuivers zoals honingbijen en andere insecten die ultraviolet licht kunnen zien. Deze pagina over vlinders toont een vergelijking van Rudbeckia hirta-bloemen in zichtbaar en UV-licht.
De ultraviolette kleur, onzichtbaar voor mensen, wordt 'bijenviolet' genoemd, een mengsel van groenachtige (geel) golflengten (ongeveer 540 nm,) met ultraviolet wordt "bijenpaars" genoemd naar analogie met paars bij wat mensen waarnemen. Solitaire bijen kunnen bijvoorbeeld in het kleurbereik paars-blauw tot een golflengte van 300 nm zien.
Door van kleur te veranderen kunnen honingmerken de insecten vertellen hoeveel nectar de bloem produceert. Een voorbeeld is de bloem van de witte paardenkastanje, die een hoge nectarproductie vertoont met gele vlekken die later via oranje naar rood verkleuren naarmate er minder nectar wordt geproduceerd.
De honingmerken worden onderscheiden naar hun vorm op de kroonbladen.
- Lijnmarkeringen, die van de binnenkant van de bloem tot min of meer dicht bij de rand van de bloembladen loopt.
- Ronde vlekken, die in het midden van de bloem (het bloemhoofd reflecteert geen UV-licht in de madeliefjesfamilie) beginnen en lopen door over alle bloembladen totdat ze eindigen op een soortspecifieke afstand en randvorm. (bijvoorbeeld: Rudbeckia hirta)
- Ringmarkeringen beginnen op afstand van het hart van de bloem op de bloembladen en eindigen als cirkelvormige markeringen, zodat de basisvorm van een ring te herkennen is.
- Vlekken kunnen verschijnen als kleine stippen of als onregelmatige, maar axiaal symmetrische vlekken ten opzichte van de bladas.
- Gecombineerde honingmerken die twee verschillende vormen van de vier hierboven genoemde basisvormen bevatten.

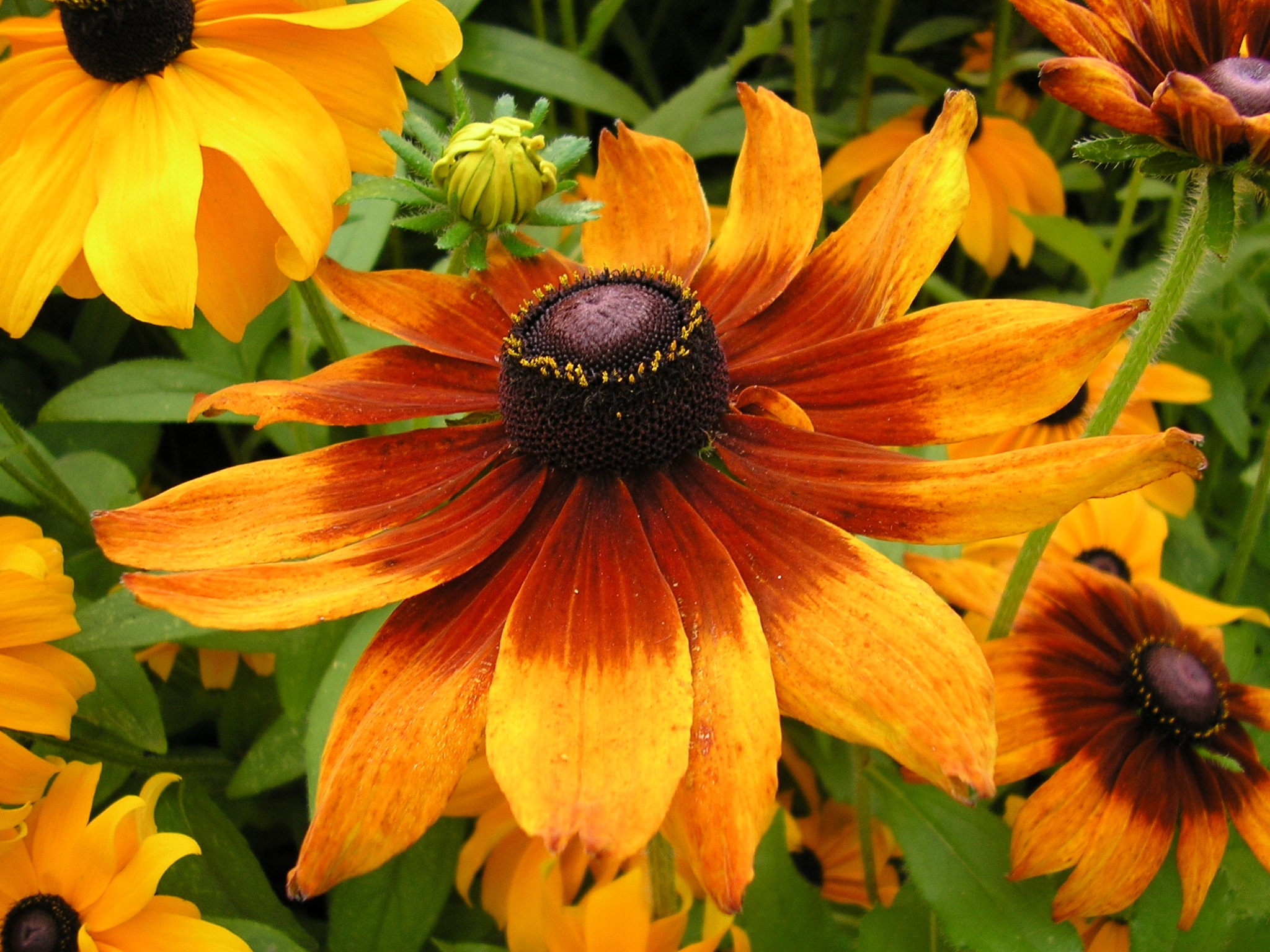
Rudbeckia hirta. Bloem met rode kleur in het midden.
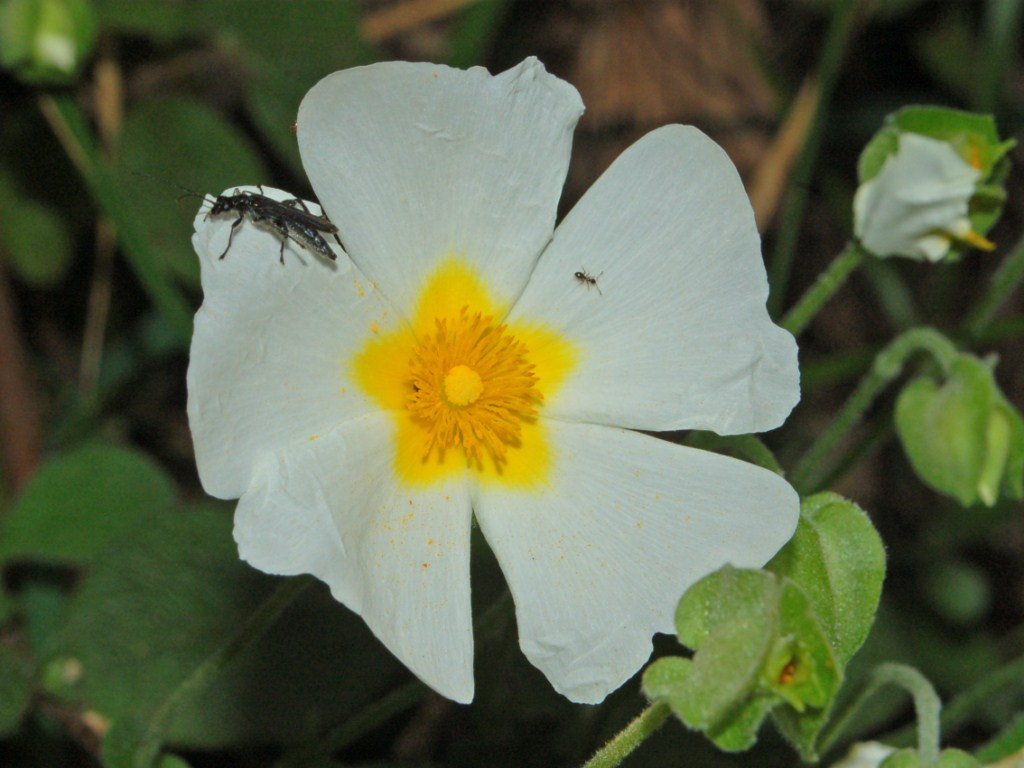
Cistus salviifolius[15] Gele vlek bootst stuifmeel na.
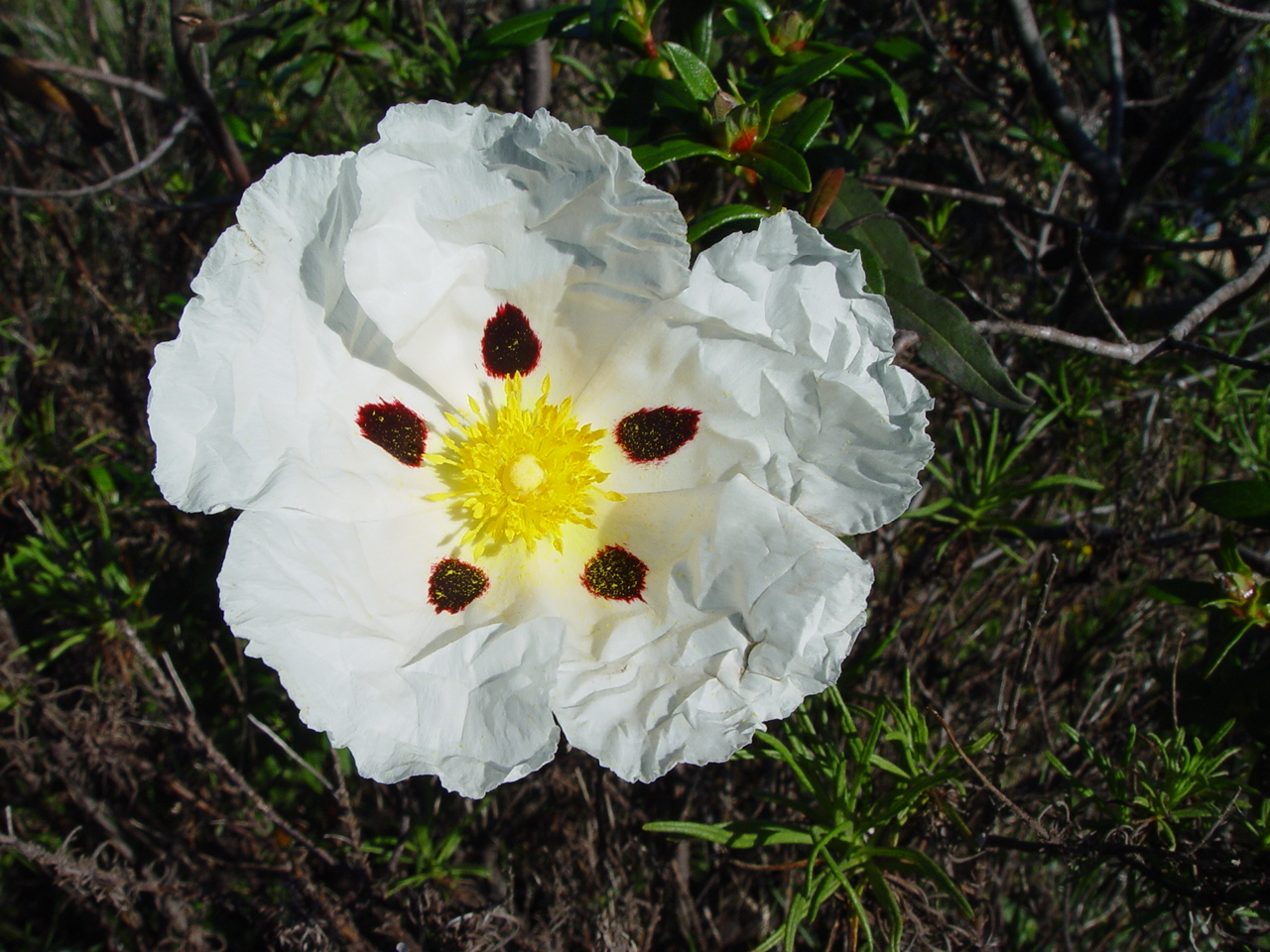
Cistus ladanifer. Merk met geel centrum plus donkere langwerpige vlekken aan de basis van elk bloemblad.
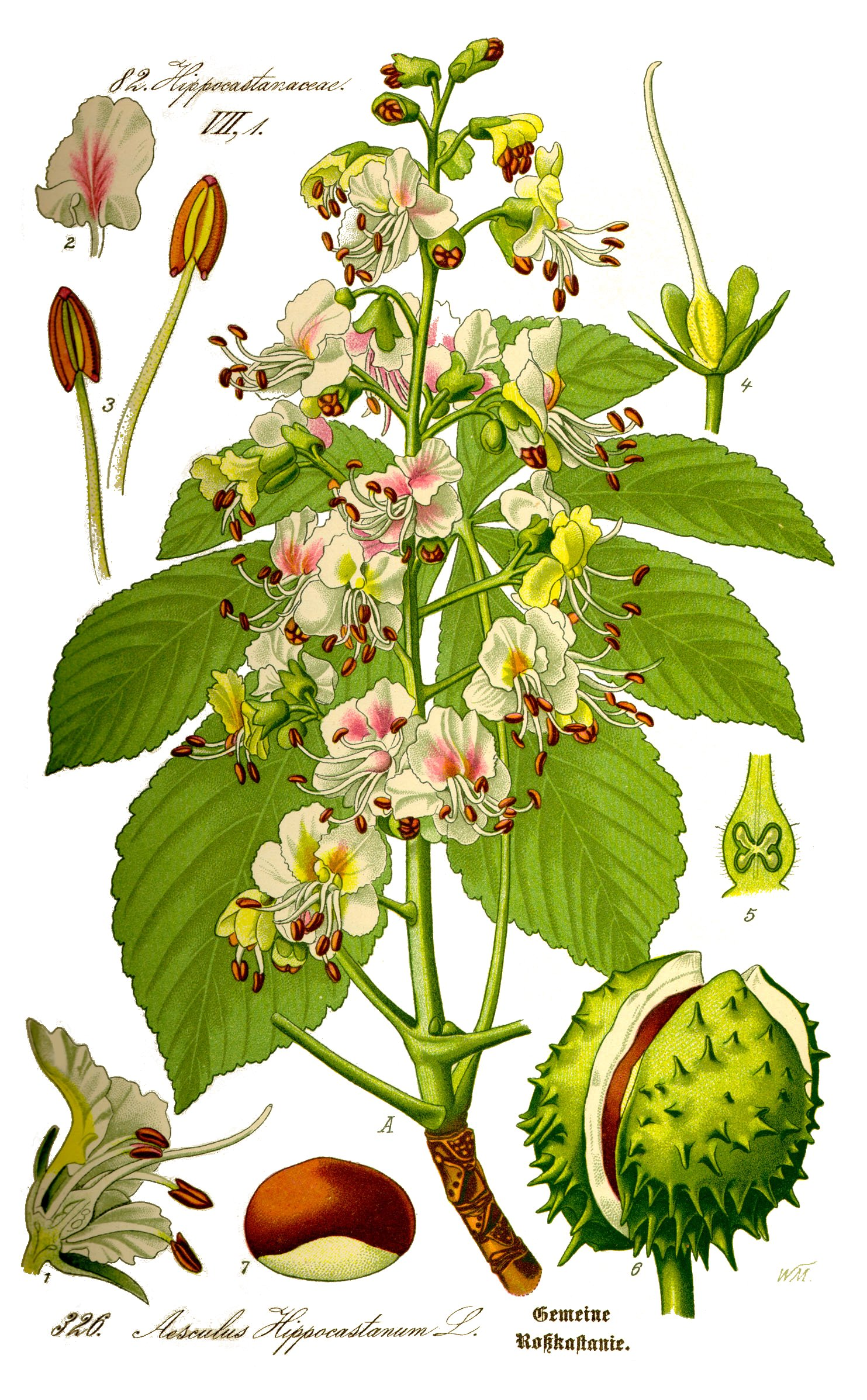
Witte paardenkastanje. Bloemen met in het hart gele, oranje en rode vlekken. De bevruchte bloemen hebben een rood hart waardoor het honingmerk door de insecten niet meer te zien is.
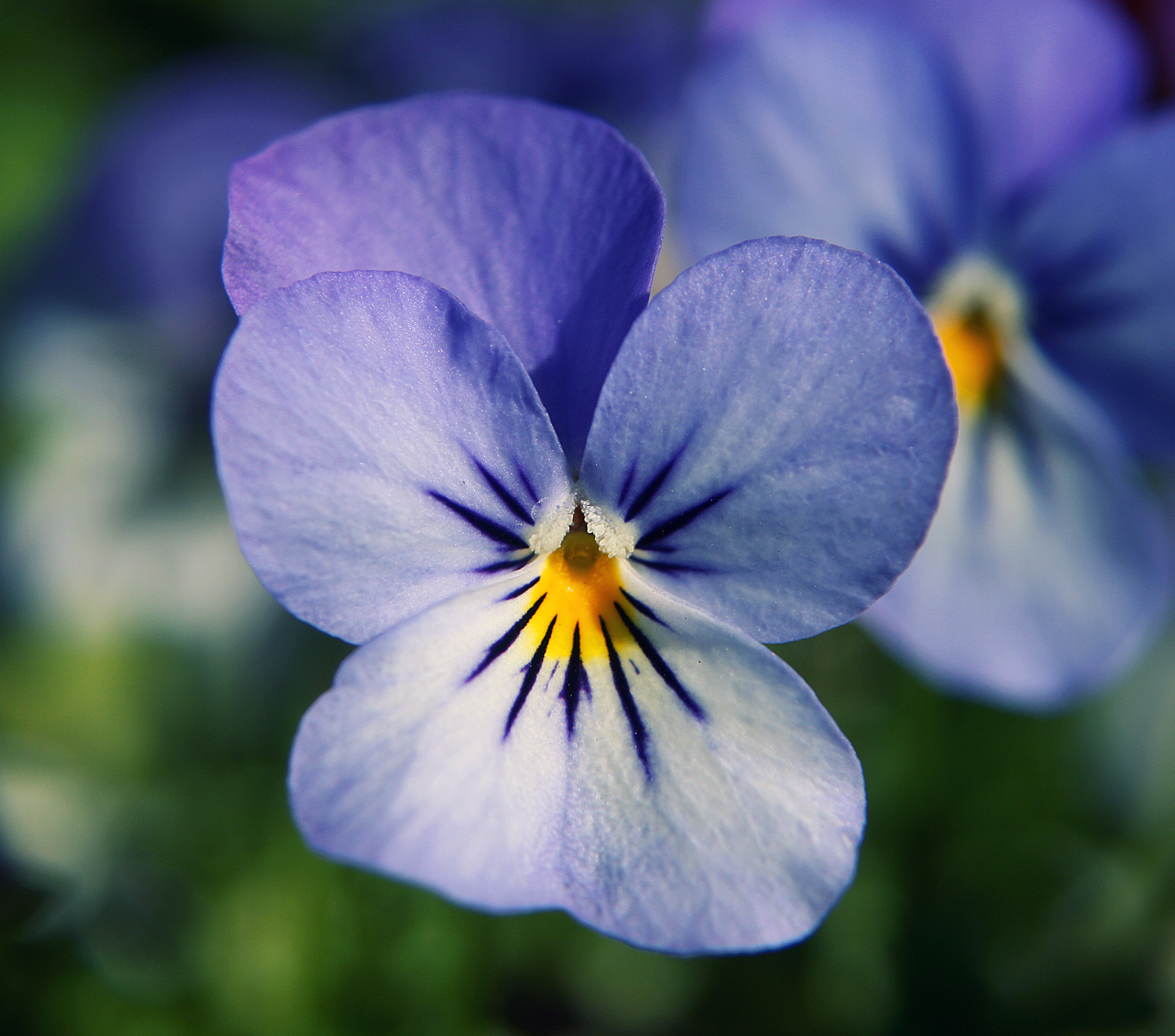
Viola ×wittrockiana met lijnmarkeringen en gele vlek.
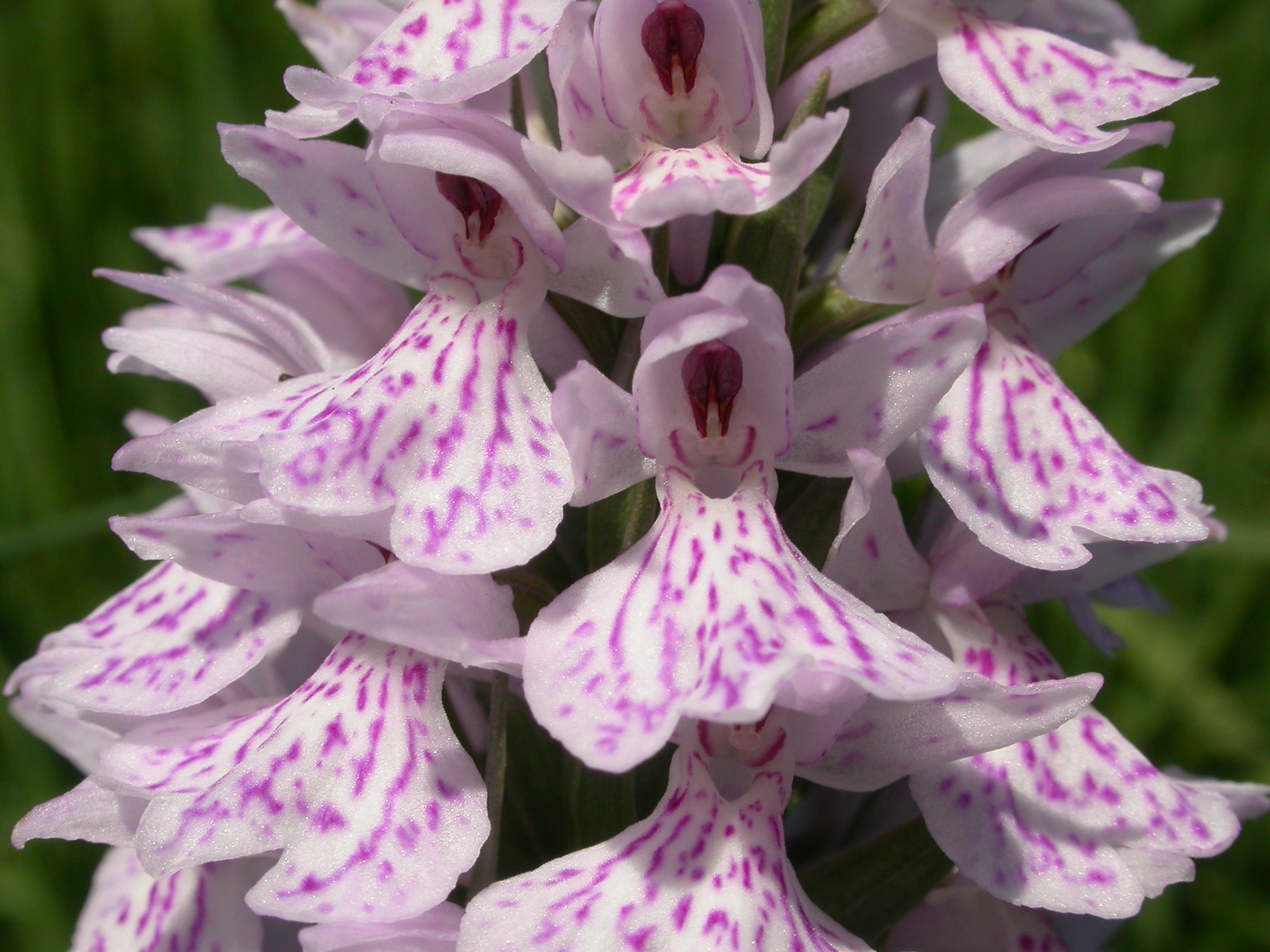
Veenorchis. De tekening op de lip bestaat uit iets donkerder stipjes en streepjes.

Volgens de theorie van de optimale foerageerstrategie maken bestuivers een afweging tussen de keuze van voedselbronnen (nectar, stuifmeel), de energie, die ze leveren en de tijd die ze besteden aan het zoeken. In dit verband komt het honingmerk overeen met een niet-specifieke mutualistische relatie: voor gelijke energiebeloning geven de bestuivers van verschillende insectensoorten de voorkeur aan bloemen die een honingmerk hebben en zorgen in ruil voor de bestuiving.